# AMPA
O ácido α-amino-3-hidróxi-5-metil-4-isoxazol propiônico, mais conhecido como AMPA, é um composto químico que atua como um agonista específico sintético seletivo de receptores ionotrópicos do tipo receptor AMPA (AMPAR), mimetizando os efeitos do neurotransmissor glutamato.
Existem vários tipos de canais iônicos glutamatérgicos no sistema nervoso central, incluindo AMPA, ácido kainico e ácido N-metil-D-aspártico (NMDA). Na sinapse, esses receptores atendem a propósitos distintos. O AMPA pode ser usado experimentalmente para distinguir a atividade de um receptor do outro, a fim de compreender a diferença de suas funções. O AMPA gera potenciais pós-sinápticos excitatórios (EPSP) rapidamente. AMPA ativa receptores AMPAR, sendo canais catiônicos não seletivos, permitindo a passagem de sódio (Na+) e potássio (K+) e, portanto, apresentam um potencial de equilíbrio próximo de 0 mV.
O AMPA foi sintetizado pela primeira vez, juntamente com diversos outros derivados do ácido ibotênico, por Krogsgaard-Larsen, Honoré e colaboradores, visando distinguir farmacologicamente os receptores sensíveis ao glutamato daquelas sensíveis ao aspartato. AMPA é utilizado em pesquisas em neurociência para estudar os mecanismos de excitação glutamatérgica.

### Ototoxicidade
A administração exógena de AMPA em modelos experimentais simula a ativação excessiva desses receptores, permitindo a investigação dos efeitos da excitotoxicidade coclear. Esse processo patológico é desencadeado pelo acúmulo extracelular de glutamato e ativação prolongada de receptores AMPA e NMDA. A base para essa abordagem é a expressão de receptores AMPA nas sinapses entre as células ciliadas internas e as fibras aferentes do nervo vestibulococlear (nervo auditivo), sendo fundamentais para a transmissão de sinais auditivos. Essa hiperestimulação resulta na entrada descontrolada de íons sódio (Na⁺) e cálcio (Ca²⁺) nos neurônios pós-sinápticos, sobrecarregando as mitocôndrias, promovendo a produção de espécies reativas de oxigênio e desencadeando vias de apoptose.
A subunidade GluR2 (GRIA2) dos receptores AMPA exerce papel crucial na regulação da permeabilidade ao cálcio, sua presença impede a entrada excessiva de Ca²⁺, protegendo contra danos induzidos por glutamato. Estudos evidenciaram que a ausência ou subregulação de GluR2 pode aumentar a vulnerabilidade das células neurais à excitotoxicidade, tanto em modelos auditivos quanto no sistema nervoso central mais amplo.
Estudos experimentais demonstram que a exposição coclear a AMPA causa perda sináptica e neurodegeneração em fibras auditivas, efeitos semelhantes aos observados após trauma acústico ou administração de ototóxicos como cisplatina e aminoglicosídeos. Tais agentes podem aumentar a liberação de glutamato ou sensibilizar receptores ionotrópicos, amplificando o risco de excitotoxicidade coclear.
Alguns compostos com ação sobre os receptores AMPA, como os moduladores alostéricos positivos que potencializam a transmissão sináptica mediada por AMPA pela regulação positiva da transmissão sináptica sem causar excitotoxicidade direta. A farmacologia coclear dos moduladores AMPA também é estudada com foco na contribuição dos TARPs (Proteínas Regulatórias Transmembrana dos Receptores AMPA), que regulam a atividade e a farmacodinâmica desses receptores.
Derivados de sulfonamidas e compostos como a deoxissizandrina a apresentam ação sobre o sistema nervoso central também oferecem novas perspectivas para agentes que possam atuar seletivamente sobre subtipos de receptores glutamatérgicos, como os AMPA, contribuindo para a prevenção de desfechos neurotóxicos associados a condições ototóxicas.